# 볼리캄사이주

볼리캄사이주

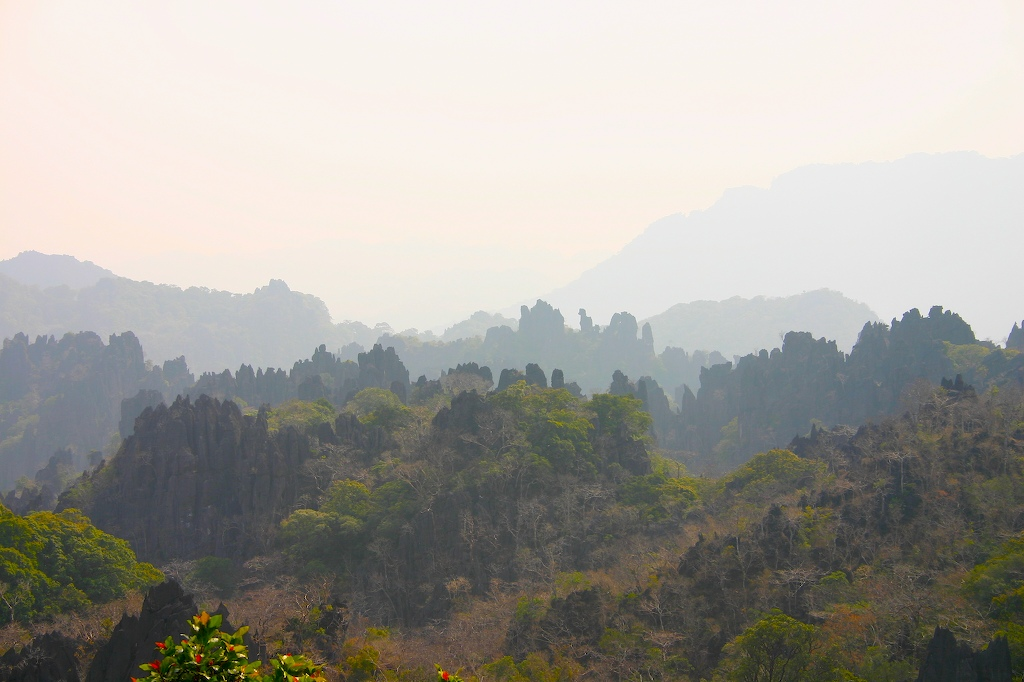
볼리캄사이주의 카르스트 지형

볼리캄사이주(라오어: ບໍລິຄຳໄຊ 볼리캄사이)는 라오스 중부에 위치한 주로, 주도는 빡산이며 면적은 14,863km2, 인구는 273,691명(2015년 기준), 인구밀도는 18.4명/km2이다.
1983년 비엔티안주와 캄무안주의 일부를 통합하여 신설되었다. 북서쪽으로는 시앙쾅주, 서쪽으로는 태국, 남쪽으로는 캄무안주, 동쪽으로는 베트남과 접한다. 캄끗군에는 동남아시아 최대의 카르스트 지형이 분포한다.